# Style saz
Le style saz s'applique à une forme décorative  déployée sous l'empire ottoman, reconnaissable en particulier à la présence de longues feuilles dentelées.

## Historique
Le style saz s'inspire  d'éléments ornementaux d'Asie centrale et d'Iran. Son développement à Istanbul fait suite à la prise de Tabriz par les Ottomans, après la bataille de Tchaldiran en 1514, d'où ils ramenèrent un peintre nommé Shah Quli. Ce dernier fut rapidement nommé à la tête de l'atelier impérial de miniatures (le naqqash-name) et y développa le style saz à partir des années 1520. Ce style se répandit ensuite et influença le décor de la céramique d'Iznik.
Le mot saz vient du turc ancien et évoque une forêt enchantée.

## Principales caractéristiques
Le décor de style saz est un décor foisonnant, où prédominent de grandes feuilles dentelées (souvent appelées feuilles saz), associées à des fleurs réelles (tulipes, œillets, jacinthes, violettes...) ou imaginaires, épanouies ou en bouton. Peuvent s'y ajouter des motifs chinois : rochers, vagues, nuages tchi.

## Supports
Le style saz se retrouve sur tout type de support : dessins, tissus, reliures, tapis, céramiques.

## Exemples de stylesaz

Quelques exemples de style saz
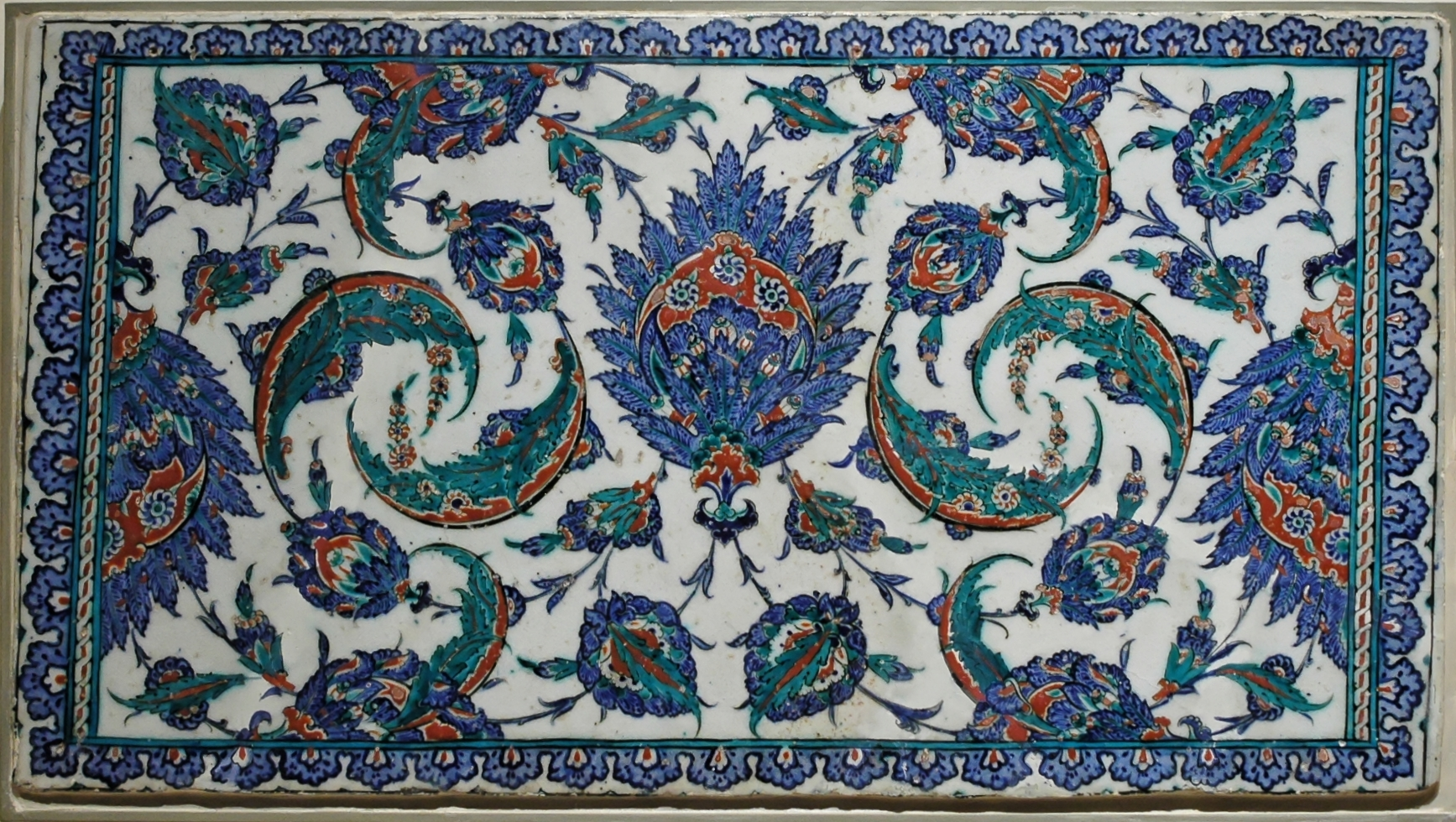
Panneau de revêtement à décor saz, musée du Louvre.
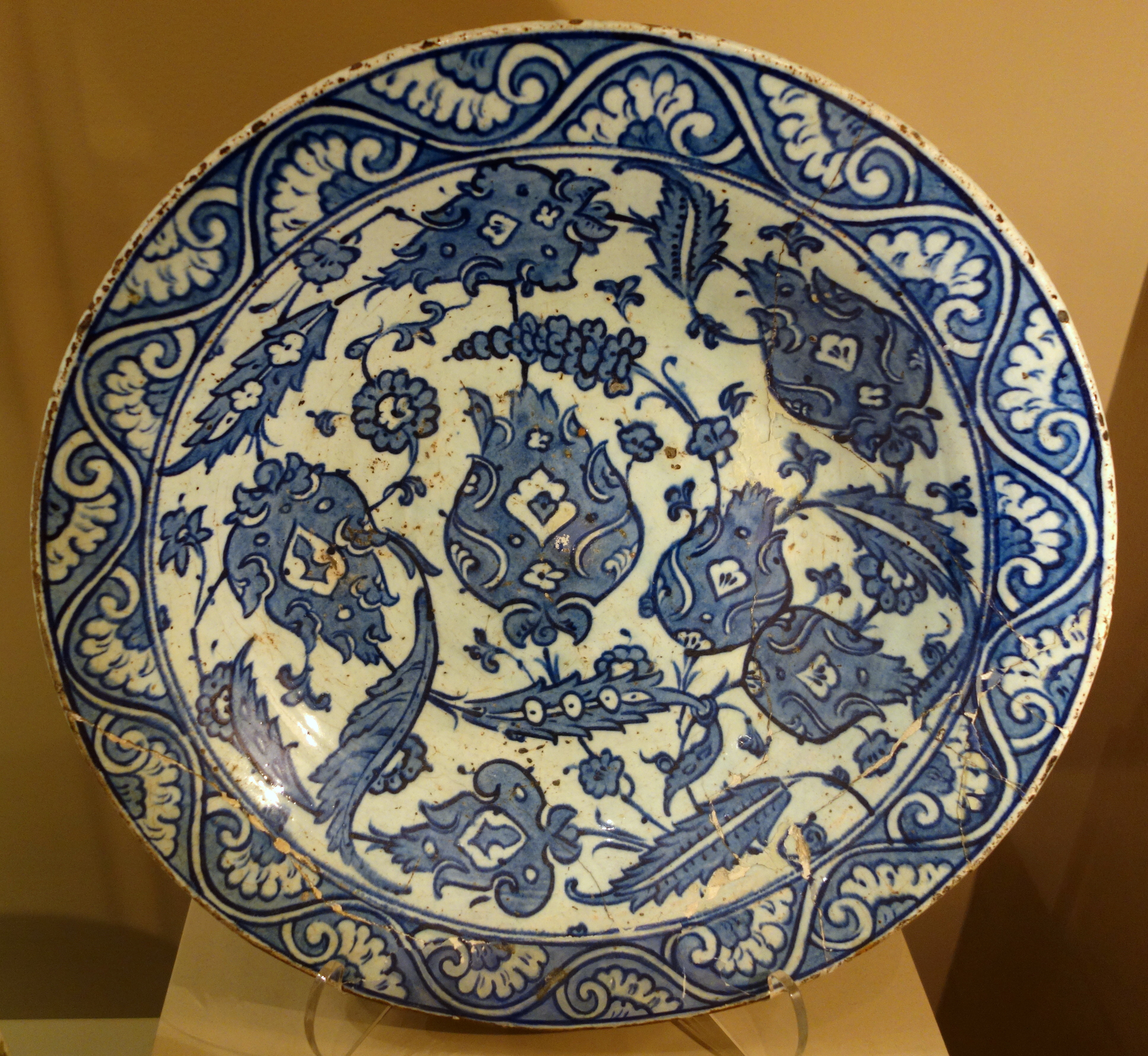
Plat avec feuilles de style saz, Huntington Museum of Art, Huntington, USA.
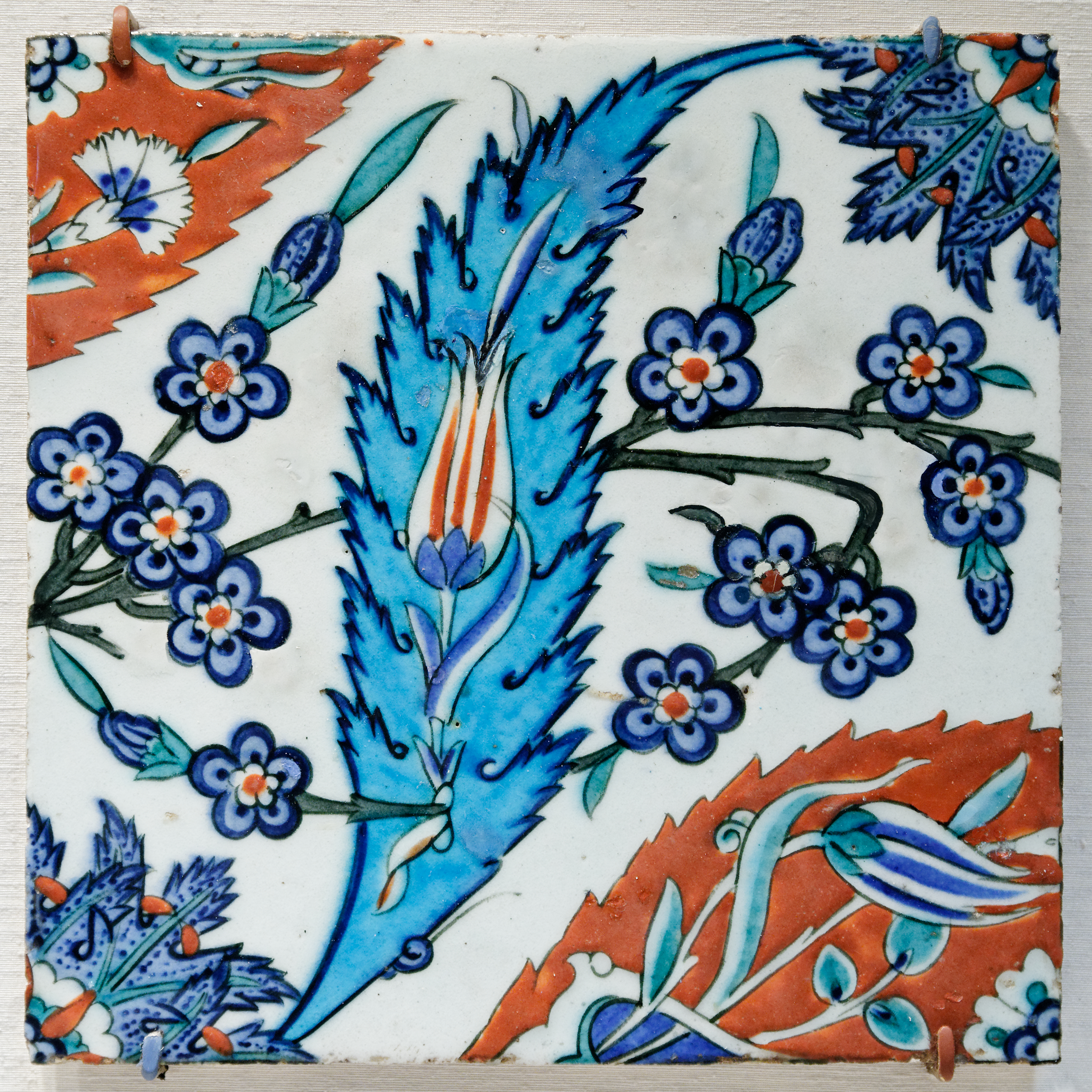
Carreau à feuille de saz, tulipes et jacinthes, Metropolitan Museum of Art.
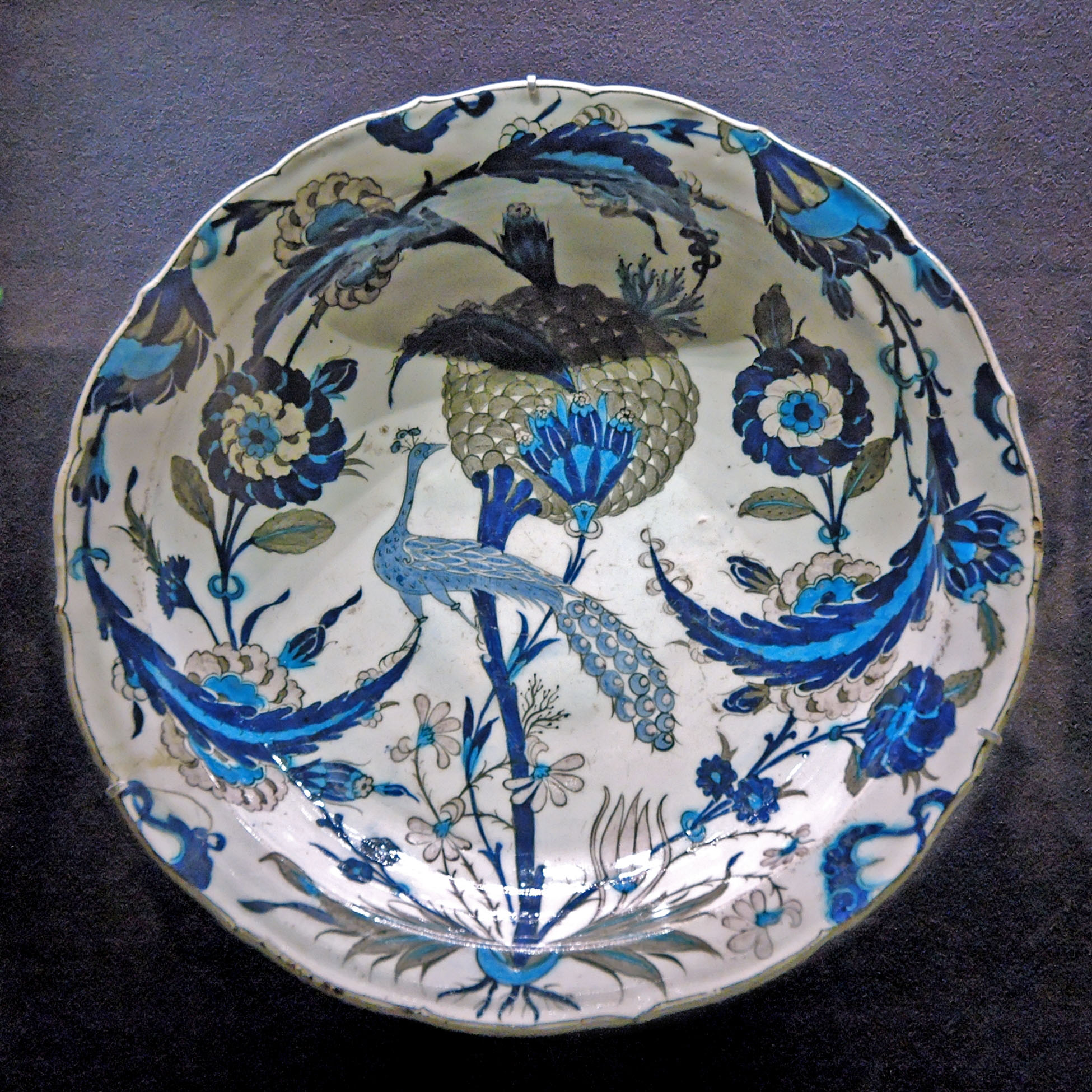
Plat au paon, musée du Louvre.
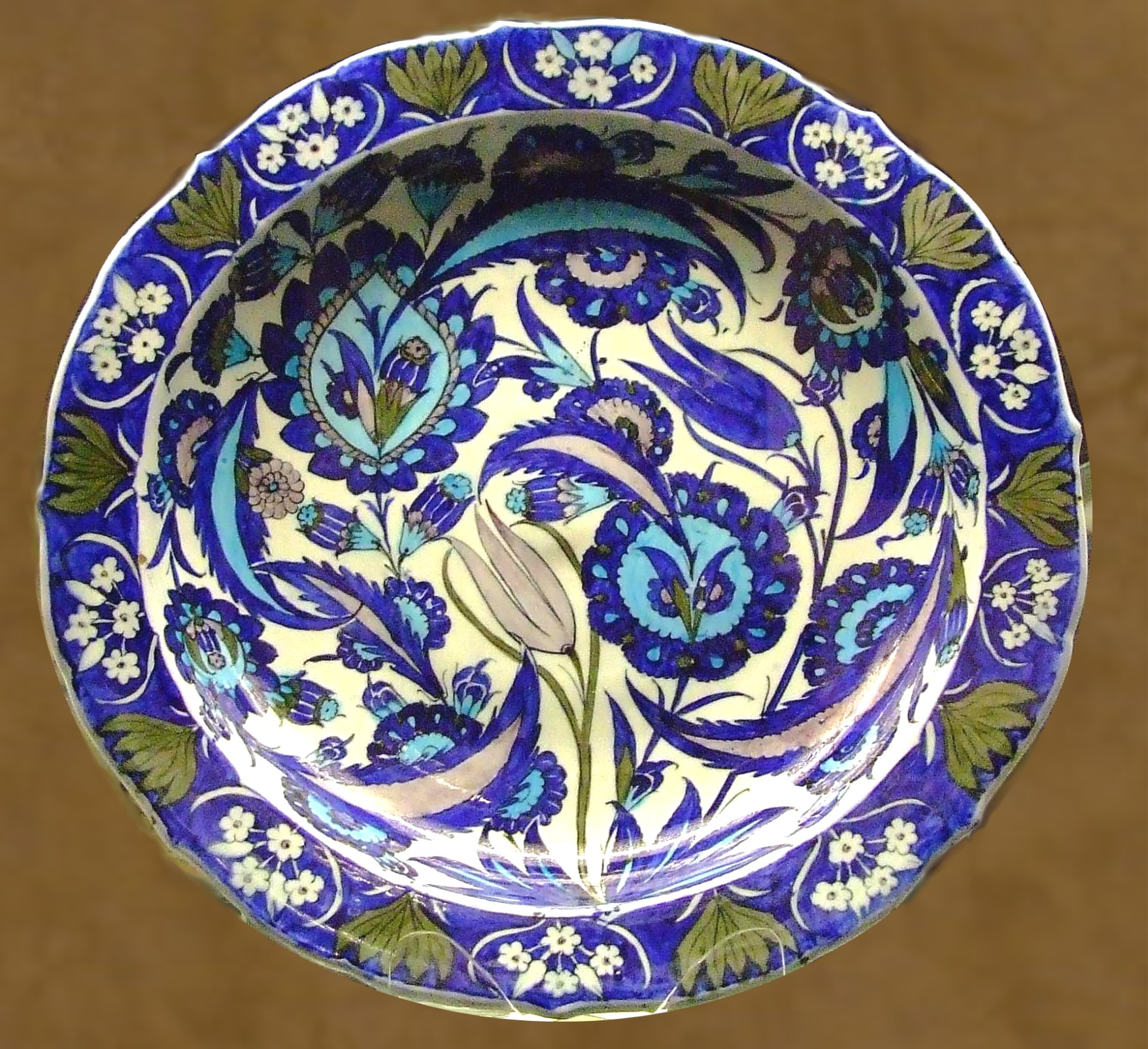
Plat d'Iznik, british Museum, Londres.